# Нэмор
Нэмор (англ. Namor), также известный как Подводник (англ. The Sub-Mariner) — персонаж, появляющийся в комиксах издательства Marvel Comics. Созданный Биллом Эвереттом для Funnies Inc., — одного из первых издательств комиксов, он впервые появился в Motion Picture Funnies Weekly в апреле 1939 года, который был издан в немногочисленном количестве экземпляров. Полноценный дебют персонажа состоялся в Marvel Comics #1 (Октябрь, 1939), — первом комиксе Timely Comics являющегося предшественником Marvel Comics. В этот период, широкоизвестный как Золотой век комиксов, Подводник был одним из трёх ключевых героев Timely Comics, наряду с Капитаном Америка и Человеком-факелом. По словам Эверетта, имя персонажа было вдохновлено стихотворением Сэмюэла Тейлора Кольриджа «Сказание о старом мореходе». Эверетт придумал имя Нэмора, когда записывал некоторые имена в обратном порядке, посчитав, что Роман/Нэмор (англ. Roman/Namor) звучало лучше всего.
Будучи мутантом по происхождению, он является сыном морского капитана-человека и принцессы мифического подводного царства Атлантиды, обладая сверхчеловеческой силой и возможностями расы Хомо Мерманус, а также способностью левитировать, наряду с другими сверхчеловеческими способностями. На протяжении многих лет он изображался как антигерой, от добродушного, но неоднозначного супер героя до агрессивного завоевателя, жаждущего отомстить жителям Земли за их действия, направленные против благополучия его королевства. В качестве первого широко известного антигероя комиксов, Подводник остаётся исторически важным и относительно популярным персонажем Marvel. В разное время он сотрудничал с Мстителями, Фантастической четвёркой, Захватчиками, Защитниками, Людьми Икс и Иллюминатами, а также выступал в качестве антагониста для них.

## История публикаций

### Золотой век
Первое появление Нэмора Подводника состоялось в апреле 1939 года в Motion Picture Funnies Weekly от Funnies Inc., послужившем прототипов для планирующейся линейки ежемесячных комиксов. Только восемь известных образцов были обнаружены в поместье покойного издателя в 1974 году. Создатель персонажа Билл Эверетт использовал Подводника в Marvel Comics #1, первом комиксе Timely Comics, предшественника Marvel Comics. Последняя панель ранее неопубликованной 8-страничной истории про Подводника включала надпись «продолжение на следующей неделе», после чего была выпущена расширенная 12-страничная истории. Начиная с #2 (Декабрь, 1939) серия Marvel Comics была переименована в Marvel Mystery Comics.

Первое появление Нэмора на обложке: Marvel Mystery Comics #4 (Февраль, 1940). Художник — Алекс Шомбург.

В своих первых появлениях Нэмор был врагом Соединённых Штатов. Историк комиксов Лес Дэниелс отметил, что «Нэмор был уродом на службе хаоса. Хотя Подводник действовал как злодей, его дело предполагало некоторую справедливость, и читатели радовались его нападениям на цивилизацию. Его восторженные поклонники не были оскорблены кровавыми бойнями, которые он создавал, когда разрушал все, от кораблей до небоскрёбов». В конечном итоге антигерой Эверетта сразился с Человеком-факелом Карла Бургоса, когда в 1940 году Подводник грозился затопить остров Манхэттен. Когда США вступила во Вторую мировую войну, Нэмор помогал союзникам Второй мировой войны в конфронтации с Адольфом Гитлером и странами «оси». Его сопровождали Бэтти Дин, женщина-полицейский из Нью-Йорка, появившаяся в Marvel Mystery #3 (позже известная как Бетти Дин-Прентисс), которая была его постоянным компаньоном, а также кузины Нэмора и Дорма.
Нэмор стал главным героем собственной серии Sub-Mariner Comics, состоящей из 32 выпусков, которая публиковалась ежеквартально, затем трижды в год и, наконец, раз в два месяца. Помимо историй про Подводника, для каждого номера была написаны детективные рассказы от лица супергероя Ангела. Наряду со многими другими персонажами своего времени, Нэмор исчез через несколько лет после окончания Второй мировой войны и падения популярности комиксов о супер героях. Он недолгое время боролся с преступностью в качестве члена послевоенной супер геройской команды Отряд победителей и, благодаря ретроактивному континуитету 1970-х годов, Нэмор удостоился членства в команде Захватчиков, сформировавшейся в годы Второй мировой войны. В обеих этих командах постоянными участниками выступали Нэмор, Капитан Америка и оригинальный Человек-факел.
В середине 1950-х годов Нэмор недолго фигурировал в Atlas Comics, предшественнике Marvel Comics. Вместе с Капитаном Америка и оригинальным Человеком-факелом он вернулся в Young Men #24. Вскоре после этого была возобновлена серия Sub-Mariner Comics, которая продолжилась до #42 (Октябрь, 1955). В этот период у Нэмора была своя собственная серия. Запланированный телесериал с участием Нэмора так и не был выпущен, и серия была закрыта во второй раз.

### Серебряный век и после
Нэмор вернулся в Fantastic Four #4 (Май, 1962), где член одноимённой супергеройской команды Джонни Шторм, новый Человек-факел обнаружил бездомного человека с амнезией в районе Бауэри на Манхэттене, которым и оказался Нэмор. Шторм помог ему восстановить потерянную память, после чего Нэмор незамедлительно вернулся в своё подводное королевство, которое было впервые идентифицировано как Атлантида. Узнав, что оно было уничтожено в результате проведения ядерного испытания, Нэмор предположил, что его подданные были рассеяны по всему миру и ему не удастся их найти. Он вновь стал антигероем и, в течение этого периода, на протяжении 1960-х годов, его личность включала два аспекта: месть и стремление к самовыражению. Он был одновременно и злодеем, и героем, выступающим против человеческой расы, которая разрушила его дом, но в то же время имел Noblesse oblige перед людьми.

Sub-Mariner #1 (Май 1968) Серебряного века. Художник — Джон Бушема.

Первоначально, Нэмор заключал союзы с известными суперзлодеями Доктором Думом и Магнето, однако из-за его чрезмерной гордыни и эгоизма эти альянсы были недолгие. Возвращение Нэмора было встречено с восторгом у фанатов, но Marvel не мог дать ему собственную серию из-за ограничений на публикацию и распространение, которые не были отменены до 1968 года. Вместо этого Нэмор часто появлялся в других комиксах, таких как Daredevil #7 (Апрель, 1965) и Tales to Astonish #70 (Август, 1965). На тот момент, в течение периода, который фанаты и историки называют Серебряный век комиксов, Подводник показан более авторитетным, высокомерным и сдержанным, нежели его молодая версия из 1940-х и середины 1950-х годов, а также ведущим нео-шекспировские диалоги вместо разговорной речи, часто прибегая к своему боевому кличу: «Империус Рекс!».
В 1968 году он вновь обзавёлся своей собственной серией Sub-Mariner, которая просуществовала до 1974 года. В #5 был представлен суперзлодей Тигровая акула, созданный сценаристом Роем Томасом и художником Джоном Бушемой, а в #19 дебютировал супергерой Скат, созданный Томасом и Биллом Эвереттом. Некоторые из более поздних выпусков этой серии Sub-Mariner были известны тем, что за написание диалогов и иллюстрации отвечал создатель персонажа, Билл Эверетт, незадолго до своей смерти. Кроме того, в них вновь появилась повзрослевшая Нэмора, а также её дочь, Нэморита Прентисс. Последний выпуск, #72 (Сентябрь, 1974), был написан Стивом Скитсом и показал неофициальный межкорпоративной кроссовер с последним выпуском серии Aquaman от DC Comics. В выпусках #62-66 (Июнь — октябрь 1973) также присутствовали 5-6-страничные истории о корнях Атлантиды, написанные Стивом Гербером и проиллюстрированные Говардом Чайкином, а затем Джимом Муни. После закрытия серии Sub-Mariner, Нэмор стал центральным персонажем, наряду с Доктором Думом, в серии Team-Up Super-Villain. Серия пострадала от посредственных продаж из-за отсутствия стабильной творческой команды, и в #13 Нэмор был исключён из событий комикса.
В 1984 году была выпущена мини-серия, состоящая из четырёх выпусков, под названием Prince Namor, the Sub-Mariner от сценариста Дж. М. ДеМэттиса и художника Боба Будянски. С ноября 1988 по октябрь 1989 года выходила ограниченная серия из 12 выпусков под названием The Saga of the Sub-Mariner, где были показаны прошлые приключения Нэмора, связывающие различные сюжетные арки и разрешающие противоречия, накопленные за десятилетия публиковавшихся историй про персонажа. В 1990 году Нэмор вновь получил собственную полноценную серию. Namor, the Sub-Mariner, состоящая из 62 выпусков (Апрель 1990 — май 1995), изначально была написана и проиллюстрирована Джоном Бирном. В отличие от всех предыдущих комиксов о Нэморе, логотип на обложке подчёркивал имя персонажа, а не прозвище «Sub-Mariner». С #26 по #38, основным художником серии стал на тот момент ещё никому неизвестный Чжэ Ли, а с #33 по #40 за сценарий был ответственен Боб Харрас. Оставшиеся выпуски серии были написаны Гленном Хердлингом и проиллюстрированы Джеофом Ишервудом. По сюжету, Нэмор занял пост генерального директора Oracle, Inc., корпорации, занимающейся снижением уровня загрязнения окружающей среды, особенно океанов. Также серия послужила основой для возвращения Железного Кулака, супергероя 1970-х, практикующего боевые искусства, считавшегося мёртвым. В то время как Дж. М. ДеМэттис рассматривал свою серию как возможность исследовать Нэмора гораздо глубже, чем в комиксе-кроссовере Защитники, Джон Бирн считал, что персонаж не столь интересен вне командных приключений, из-за чего активно использовал других персонажей в Namor, the Sub-Mariner.
В мини-серии Namor из 12 выпусков (Июнь 2003 — май 2004), написанной авторским дуэтом Билла Джемаса (тогдашнего президента Marvel) и Энди Уотсона, и первоначально проиллюстрированная Сальвадором Ларрокой, а затем Пэтом Оллиффом и другими, рассказывалось о молодости Нэмора, а также о его подростковом романе с юной американской девушкой в начале XX века. В мини-серии из шести выпусков Sub-Mariner vol. 2 (Август 2007 — январь 2008) от сценаристов Мэтта Чернисса и Питера Джонсона и художника Фила Брионеса, был представлен ранее неизвестный сына Нэмора, Камар.
В 2011 году публиковалась серия Namor: The First Mutant, однако она была закрыта менее чем через год после выхода первого выпуска.
Помимо этого, Нэмор являлся членом супер геройской команды Защитники, в состав которой входили Доктор Стрэндж, Халк и Серебряный Сёрфер. Также он был связан с другими командами, такими как Мстители и Захватчики времён Второй мировой войны, а также их современное воплощение.
В декабре 2011 году Marvel возродил серию The Defenders, участником которой вновь стал Нэмор. Серия была закрыта после 12 выпусков.
Начиная с 2013 года, в третьем томе New Avengers, Нэмор стал одним из главных героев серии, наряду с другими членами команды Иллюминаты.

## Биография
Отец Нэмора, Леонард Маккензи, был обычным моряком, который исследовал Антарктиду. Однажды корабль застрял во льдах, и Леонарду пришлось использовать взрывчатку, чтобы расчистить путь. Он не знал, что прямо под ним находилось поселение подводного народа атлантов. Король Атлантиды Тхакорр послал свою дочь Фен выяснить, что произошло, и наказать виновников. Но девушка влюбилась в Леонарда и отказалась возвращаться. Разгневанный Тхакорр, думающий, что его дочь похищена или убита, послал на сушу армию, которая расправилась с матросами и Леонардом, а Фен пришлось вернуться, вскоре на свет появился Нэмор, сын Леонарда и Фен, гибрид человека и атланта.
Юный принц рос с противоречивым характером и враждебным отношением к обитателям поверхности, обвиняя их в разрушении подводного мира. Когда король Тхакорр обнаружил около Атлантиды людей в водолазных костюмах, он принял их за вражеских разведчиков, что вызвало у Нэмора желание нанести удар по человечеству, что в свою очередь привело к множественным разрушениям Нью-Йорка и конфликту с первым Человеком-факелом. Но затем, когда на Атлантиду напали войска нацистской Германии, Нэмор объединился против них с Капитаном Америкой и Захватчиками, сражаясь плечом к плечу против общего врага.
В одной битве Нэмор был тяжело ранен и потерял память. Придя в себя, он стал работать обычным грузчиком в порту. Там его случайно обнаружила Фантастическая Четвёрка, а после встречи с их членом, вторым Человеком-факелом, к Нэмору возвращается память. Принц Атлантиды, думая, что люди уничтожили его родину, снова вторгся в Нью-Йорк с целью отомстить, но снова был остановлен. Несмотря на то, что выжившие атланты признали его своим законным королём, Нэмор провёл несколько лет во враждебных отношениях с сушей и попытках снова развязать войну, но чаще всего был остановлен Фантастической Четвёркой. Позже Нэмор безумно влюбился в Невидимую Леди. Но понимая, что её сердце принадлежит Мистеру Фантастику, он вернулся в Атлантиду и, победив племя диких варваров Аттумы, занял пустовавший трон. Однажды он объединился с Доктором Думом и Магнето, но вскоре разорвал союз и с помощью Фантастической четвёрки победил их.
В конце концов Нэмор решил прекратить свои враждебные действия по отношению к суше. Он даже начал использовать свои сверхчеловеческие способности для защиты людей и стал одним из Защитников — команды супергероев, куда также вошли Доктор Стрэндж, Халк, а позже — Серебряный Сёрфер. В силу обстоятельств команда распалась. Также на протяжении нескольких лет Нэмор был членом Иллюминатов, куда помимо него входили руководитель Мстителей Железный человек, лидер Фантастической четвёрки Мистер Фантастика, наставник Людей Икс Профессор Икс, верховный маг Доктор Стрэндж и король Нелюдей Чёрный Гром. Нэмор покинул команду потому что отказался участвовать в изгнании Халка, но позже участвовал в нескольких её заседаниях. Команда распалась после начала Тайного вторжения, когда её члены поняли, что не могут доверять друг другу.
Когда Люди Икс переехали на Утопию, остров у берегов Сан-Франциско, Нэмор решил помочь им в связи с его симпатией к их статусу изгоев. В результате он примкнул к Людям Икс в течение последующей войны с Мстителями, вызванной приходом Силы Феникса на Землю, став одним из «Пятёрки Феникса», когда Сила Феникса была разделена между ним, Циклопом, Эммой Фрост, Колоссом и Магикой. Он был в конечном счете побеждён в результате массовой атаки Мстителей, когда напал на Ваканду, став первым побеждённым из «Пятёрки Феникса».

## Силы и способности
Как и все атланты, он обладает высокой продолжительностью жизни, а его тело создано для жизни в подводных условиях, предоставляя ему специальное кровообращение, чтобы выдерживать морозы, и высокоразвитое зрение, позволяющее ясно видеть даже в тёмных глубинах океана. Благодаря своей гибридной физиологии он может выжить как под водой, так и на суше.
Нэмор обладает высоким уровнем сверхчеловеческой силы, что позволяет ему, находясь в воде, поднять до 100 тонн. Так же Нэмор обладает сверхчеловеческой выносливостью и прочностью в результате адаптации его организма к подводному давлению. Кроме того, он обладает сверхчеловеческой ловкостью, рефлексами и скоростью, его максимальная скорость плавания составляет около 60 миль в час. Нэмор умеет летать благодаря крыльям на лодыжках, а также обладает телепатической связью со многими, но не всеми, формами морской жизни.
Если Нэмор длительное время не подвергается воздействию воды, его физические способности постепенно снижаются и могут уменьшаться с течением времени практически до уровня человека, лишив его сил и делая уязвимым для обычных травм, новый контакт с водой немедленно восстанавливает его способности. Полное отсутствие контакта с водой окажется фатальным примерно через неделю.

## Альтернативные версии

### MC2
Во вселенной MC2 Нэмор всё ещё иногда объединяется с Халком и Доктором Стренджем в качестве Защитников. В Fantastic Five (vol. 2) #1 было показано, что он является пленником Доктора Дума, став им после того, как безумный монарх разрушил Атлантиду. Нэмор был освобождён после того, как Рид Ричардс жертвует собой, чтобы послать своё сознание и сознание Доктора Дума в Перекрёности.

### Ultimate Marvel
В Ultimate Fantastic Four #24 команда осматривает руины Атлантиды и находит примерно 9000-летнюю могилу содержащую спящего Нэмора — заключённого преступника Атлантиды, считавшегося худшим злодеем своего времени. Перевод Рида Ричардса с языка Атлантов показывает, что обвинение Нэмора в претензии на трон было ложным.
Его исключительный интеллект позволяет ему в течение нескольких минут научиться свободно говорить на английском языке, просто слушая разговор агентов Щ.И.Т. и Фантастической четвёрки. Противостоя людям, Нэмор выдерживает полную силу вспышки Человека-факела, он оказывается достаточно силён, чтобы бороться с Существом, противостоять силовому полю Сью Шторм и растянуть Ричардса в ближнем бою. Он уничтожает машины, предназначенные для содержания Халка. В битве с Фантастической четвёркой он создаёт приливную волну, угрожая уничтожить Манхэттен, но успокаивается, когда требует и получает поцелуй от Сью Шторм, а затем возвращается в море.
Нэймор вновь появляется в конце выпуска № 55, спасая бессознательную Сью после того, как она была атакована Салемской Семёркой. Позже он был показан в Латверии как пленник Дума.
Нэмор вселенной Ultimate является мутантом атлантов с земноводной физиологией, приспособленной для высокого давления воды. Он обладает большой силой и прочностью, плавает на высокой скорости, умеет летать и манипулировать водой.

### 1602
Версия Нэмора во вселенной 1602 по имени Нуменор был императором Бенсайлума, версии Атлантиды. Впервые был показан спорящим со своей кузиной Ритой о нежелании вступать в брак. Позже Нуменор встречается с Фантастической Четвёркой и атакует её, безуспешно пытаясь соблазнить Сьюзен Шторм. Позже он вступает в заговор с Отто фон Думом чтобы завоевать Сьюзен и уничтожить сэра Ричарда Рида. Но их замысел не удался, Дум разрывает связь с атлантом, а Нуменор был заколот своим трезубцем и погибает.

### Marvel Нуар
Капитан Нэмор МакКензи является пиратом и соратником Тони Старка. По традиции Нэмор вырезает свои уши и уши своей команды в форме акульих плавников. Он считает себя человеком моря и не делится лояльностью к другим странам и народам.

### Marvel Зомби
Во вселенной Marvel Zombies Нэмор, как и многие другие персонажи, превратился в зомби и был показан атакующим Чёрного Грома. Позже был убит Серебряным Сёрфером при попытке зомби напасть на него.

### День М
В реальности, изменённой Алой ведьмой, Нэмор считается первым мутантом и представляет Атлантиду на встрече с Магнето.

### Изгнанники
В  Exiles 14-15 Нэмор выглядит как король, захвативший Латверию. Другая версия Нэмора является афроамериканцем и состоит в браке со Сьюзен Шторм и у них есть сын Реми.

### Земля Икс
Во вселенной Earth X Нэймор страдает от безумия. Он ответственен в смерти Джонни Шторма. В результате Франклин Ричардс использовал свои способности и сделал так, чтобы половина тела Нэмора постоянно была в огне.

## Вне комиксов

### Телевидение
- В 1950-х годах был запланирован телесериал с Ричардом Эганом в главной роли, однако он так и не был запущен в производство[14][15]. В 1970-х годах было объявлено о начале разработке пилотной серии сериала про Подводника, однако проект был закрыт из-за концептуального сходства с сериалом «Человек из Атлантиды»[46].
- Впервые Нэмор появился на экране в мультсериале «Супергерои Marvel» 1966 года, выступая главным героем собственного сегмента. В нём он является королём Атлантиды и постоянно защищает её как от внешних угроз, так и от нескольких её жителей, желающих насильственным путём занять её трон[47]. Здесь его озвучил Джон Вернон[48].
- В мультсериале «Фантастическая четвёрка» от Hanna-Barbera было два эпизода с участием персонажей, основанных на Подводнике, так как лицензия на использование самого Нэмора на тот момент принадлежала Grantray-Lawrence. В эпизоде «Демон в глубине», базирующимся на комиксе Fantastic Four #4, присутствовал злодей Гамма, который использовал гигантского подводного монстра для нападения на Нью-Йорк. В эпизоде «Опасность в глубинах», основанный на Fantastic Four #33, были задействованы Принц Тритон, прообразом которого выступил Нэмор, и его заклятый враг Аттума.
- Нэмор появляется в мультсериале «Человек-паук» 1981 года, в эпизоде «Гнев Подводника», где его озвучил Вик Перрин. Он нападает на Нью-Йорк в ответ на загрязнение его мира, вызванное Кингпином.
- В сериале «Человек-паук и его удивительные друзья» 1983 года Нэмор появляется в 6 серии 1 сезона, где является одним из семи супергероев Вселенной Marvel, которых заманил в ловушку злодей Хамелеон.
- В 4 серии 1 сезона мультсериала «Фантастическая четвёрка» 1994 года Нэмор, озвученный Джеймсом Уориком, похищает Сьюзен Шторм. Затем он помогает Фантастической четвёрке победить взбунтовавшегося генерала, напавшего на землю.
- В мультсериале «Мстители. Всегда вместе» Нэмор, озвученный Раулем Трухильо, является главным героем 7-й серии. Команда Мстителей во главе с Человеком-муравьём погружаются на дно моря с целью изучить таинственные сейсмические толчки, исходящие оттуда. Нэмор принимает их враждебно и берёт в плен, но затем они понимают друг друга и вместе сражаются против злодея Аттумы, который и был виновником таинственных толчков.
- В мультсериале «Фантастическая четвёрка: Величайшие герои мира» Нэмор появляется в двух сериях. В 8-й серии он показывает своё враждебное отношение к жителям суши, нападает на Нью-Йорк и берёт в плен Невидимую Леди, которая добровольно нанесла к нему визит в целях уладить конфликт мирным путём. Однако Фантастическая Четвёрка сумела убедить подводного короля освободить Сьюзен и перестать нападать на сушу. В 21-й серии Нэмор сам приходит за помощью к Фантастической Четвёрке, чтобы освободить его народ от злого диктатора Аттумы.
- Нэмор появляется в анимированном комиксе «Нелюди», где его озвучил Тревор Девалл[49].

### Кино
В 1997 году режиссёр Филип Кауфман вступил в переговоры с Marvel Studios относительно разработки фильма про Нэмора. В 1999 году Сэм Хэмм был приглашён написать сценарий к фильму, однако выход картины так и не состоялся. Saban Entertainment приняла участие в продюсировании фильма совместно с Marvel, взяв за основу сценарий Рэндалла Фрэйкса. В 2001 году о разработке фильма объявила Universal Studios, которая привлекла Дэвида Селфа для написания сценария. Студия планировала начать съёмки в 2003 году и выпустить фильм на экраны в 2004, однако производство было приостановлено в течение двух лет, пока в июле 2004 года Крис Коламбус не вступил в переговоры с Universal, чтобы срежиссировать фильм. Дата премьеры была перенесена на 2007 год. Коламбус покинул проект в 2005 году и студия заменила его на Джонатана Мостоу в сентябре 2006 года. В 2012 году, исполнительный продюсер Marvel Джо Кесада считал, что права на экранизацию Нэмора вернулись к Marvel, однако в августе 2013 года президент Marvel Studios Кевин Файги опроверг это мнение, заявляя, что права остались у Universal Studios. В мае 2014 году Борис Кит из The Hollywood Reporter опубликовал в своём Twitter-аккаунте пост, что права на Нэмора вернулись к Marvel, а 3 июня того же года подтвердил слухи об отсутствии прав на персонажа у Universal. 18 июля 2014 года Файги рассказал в своём интервью с IGN об отсутствии прав на экранизацию Нэмора у Universal Studios и Legendary Pictures, но в то же время объяснил о существовании ряда контрактов и сделок, которые было необходимо уладить. В июне 2016 года в подкасте Fat Man on Batman Кесада вновь заявил, что правами на Нэмора в настоящее время владеет Marvel Studios. В апреле 2018 года Файги отметил, что с правами на Нэмора обстоит непростая «ситуация», наподобие что и с правами на сольные фильмы про Халка, права на дистрибуцию которых сохранились за Universal.

#### Кинематографическая вселенная Marvel
Теноч Уэрта исполнил роль Нэмора в фильме «Чёрная пантера: Ваканда навеки» (2022).

### Роман
Мусорщик, нашедший костюм Человека-паука, выброшенный Питером Паркером в фильме «Человек-паук 2», где его сыграл Брент Бриско, был идентифицирован как Нэмор в новеллизации к фильму.

### Видеоигры
- Нэмор является играбельным персонажем в игре Spider-Man: The Video Game 1991 года для Sega.
- Нэмор появляется как вспомогательный персонаж в Captain America and the Avengers.
- Нэмор является боссом в игре Fantastic Four 1997 года.
- В игре Spider-Man, в режиме What If?, Нэмор появляется в качестве камео во время подводной битвы с Карнажем.
- Нэмор выступал главным героем одноимённой игры для игрового автомата, с лицензией Marvel.
- Нэмор появляется как неиграбельный персонаж в Marvel: Ultimate Alliance в версиях для Xbox, Xbox 360, PC, PSP и PS2, озвученный Питером Ренадэем[49]. В версии для Game Boy Advance он является играбельным персонажем.
- Нэмор появляется в игре «Marvel: Future Fight», сам Нэмор в разделе «Вселенная Marvel» имеет классический костюм из комиксов и костюм из фильма «Чёрная пантера: Ваканда навеки».

## Критика
Нэмор был назван 88-м величайшим персонажем комиксов по версии Wizard. В мае 2011 года IGN поместил Нэмора на 77-е место в списке «100 величайших героев комиксов», заявляя, что «поскольку Атланты и Люди Икс ищут своё место в опасном мире, роль Нэмора как лидера важна как никогда». Также IGN поставил Подводника на 14-е место среди «50 лучших Мстителей». В 2013 году ComicsAlliance назвал Нэмора 16-м среди «50 самых сексусальных персонажей комиксов».

## Коллекционные издания
Классические коллекционные издания
| Название                                   | Том | Материал тома                                                                                                   | Страницы | Дата публикации | ISBN                   |
| ------------------------------------------ | --- | --- | -------- | --------------- | ---------------------- |
| Marvel Masterworks: Golden Age Sub-Mariner | 1   | Sub-Mariner Comics #1-4                                                                                         | 280      | Июнь 2005       | ISBN 978-0-7851-1617-2 |
| Marvel Masterworks: Golden Age Sub-Mariner | 2   | Sub-Mariner Comics #5-8                                                                                         | 280      | Август 2007     | ISBN 978-0-7851-2247-0 |
| Marvel Masterworks: Golden Age Sub-Mariner | 3   | Sub-Mariner Comics #9-12                                                                                        | 240      | Декабрь 2009    | ISBN 978-0-7851-3351-3 |
| Marvel Masterworks: Atlas Era Heroes       | 3   | Sub-Mariner Comics #33-42                                                                                       | 272      | Сентябрь 2008   | ISBN 978-0-7851-2930-1 |
| Marvel Masterworks: The Sub-Mariner        | 1   | Tales to Astonish #70-87                                                                                        | 224      | Май 2002        | ISBN 978-0-7851-0875-7 |
| Marvel Masterworks: The Sub-Mariner        | 2   | Tales to Astonish #88-101, Iron Man and Sub-Mariner #1, The Sub-Mariner #1                                      | 240      | Июнь 2007       | ISBN 978-0-7851-2688-1 |
| Marvel Masterworks: The Sub-Mariner        | 3   | The Sub-Mariner #2-13                                                                                           | 272      | Август 2009     | ISBN 978-0-7851-3487-9 |
| Marvel Masterworks: The Sub-Mariner        | 4   | The Sub-Mariner #14-25                                                                                          | 240      | Февраль 2011    | ISBN 978-0-7851-5048-0 |
| Marvel Masterworks: The Sub-Mariner        | 5   | The Sub-Mariner #26-38 и история Геркулеса из Ka-Zar #1                                                         | 288      | Январь 2014     | ISBN 978-0-7851-6619-1 |
| Marvel Masterworks: The Sub-Mariner        | 6   | The Sub-Mariner #39-49 & Daredevil #77                                                                          | 280      | Февраль 2015    | ISBN 978-0-7851-9184-1 |
| Marvel Masterworks: The Sub-Mariner        | 7   | The Sub-Mariner #50-60                                                                                          | 240      | Январь 2016     | ISBN 978-0-7851-9915-1 |
| Essential Sub-Mariner                      | 1   | Daredevil #7; Tales to Astonish #70-101; Tales of Suspense #80; Iron Man and Sub-Mariner #1; The Sub-Mariner #1 | 504      | Сентябрь 2009   | ISBN 978-0-7851-3075-8 |
| Namor Visionaries — Джон Бирн              | 1   | Namor, the Sub-Mariner (1990) #1-9                                                                              | 216      | Февраль 2011    | ISBN 978-0-7851-5304-7 |
| Namor Visionaries — Джон Бирн              | 2   | Namor, the Sub-Mariner (1990) #10-18                                                                            | 232      | Сентябрь 2012   | ISBN 978-0-7851-6043-4 |

Современные ограниченные издания
| Название                                                 | Материал тома                 | Дата публикации  | ISBN                   |
| -------------------------------------------------------- | ----------------------------- | ---------------- | ---------------------- |
| Sub-Mariner: Revolution                                  | Sub-Mariner (2007—2008) #1-6: | 27 февраля, 2008 | ISBN 978-0-7851-2747-5 |
| Sub-Mariner: The Depths                                  | Sub-Mariner: The Depths #1-5  | Декабрь 2009     | ISBN 978-0-7851-3337-7 |
| Namor: The First Mutant — Volume 1: Curse of the Mutants | Namor: The First Mutant #1-6  | Февраль 2011     | ISBN 978-0-7851-5174-6 |
| Namor: The First Mutant — Volume 2: Namor Goes to Hell   | Namor: The First Mutant #5-11 | Сентябрь 2011    | ISBN 978-0-7851-5176-0 |